# Wacław Szczeblewski
Wacław Bernard Szczeblewski (ur. 11 czerwca 1888 w Pelplinie, zm. 23 lipca 1965 w Gdyni) – polski artysta malarz i pedagog.

## Życiorys
Ukończył Collegium Marianum w Pelplinie i dzięki pomocy materialnej grona jego profesorów, w latach 1908–1918 studiował w Królewskiej Akademii Sztuk Pięknych w Dreźnie, skąd odbywał liczne podróże artystyczne, m.in. do Londynu, Paryża i Wiednia.
Do kraju powrócił 1919 i 1920 osiadł w Grudziądzu. W roku 1922 założył tam prywatną Pomorską Szkołę Sztuk Pięknych, korzystającą z pomieszczeń znajdujących się w budynku Muzeum Miejskiego. Jednocześnie do 1930 nauczał rysunku i malarstwa w seminarium nauczycielskim. Był zwolennikiem ruchu młodokaszubskiego i należał do organizatorów Zrzeszenia Kaszubskiego. Motywy kaszubskie zostały wykorzystane w dekoracji wnętrza kościoła w Chmielnie i niezachowanego kościoła garnizonowego.
W roku 1933 przeniósł się wraz ze swoją szkołą do Gdyni. Podczas okupacji malował wnętrza kościołów. Zaangażowany w działalność konspiracyjną Szarych Szeregów, po aresztowaniu syna Bernarda w 1944, ukrywał się na terenie powiatu kartuskiego.
Po 1945 wykonał szereg dekoracji malarskich w kościołach pomorskich, m.in. w Chmielnie, Lęborku, Łasinie, Wejherowie, witraże (fara w Wejherowie, Goręczyno), obrazy ołtarzowe, ale także dekoracje w zakładach gastronomicznych, lokalach handlowych, klubach, świetlicach. W twórczości tej często czerpał z motywów kaszubskiej sztuki ludowej.
Brał udział w szeregu wystaw. W 1919 otrzymał nagrodę akademii drezdeńskiej za portrety i obrazy rodzajowe, w 1927 w Londynie wyróżnienie za obraz Panorama Grudziądza, a także Krzyż Niepodległości (1938) i nagrodę Ministra Kultury i Sztuki w 50-lecie działalności artystycznej (1961).
Żoną Wacława Szczeblewskiego była Maria Rappoldi z Drezna.
Jego grób znajduje się na cmentarzu Witomińskim w Gdyni (kwatera 72-23-11).

## Upamiętnienie

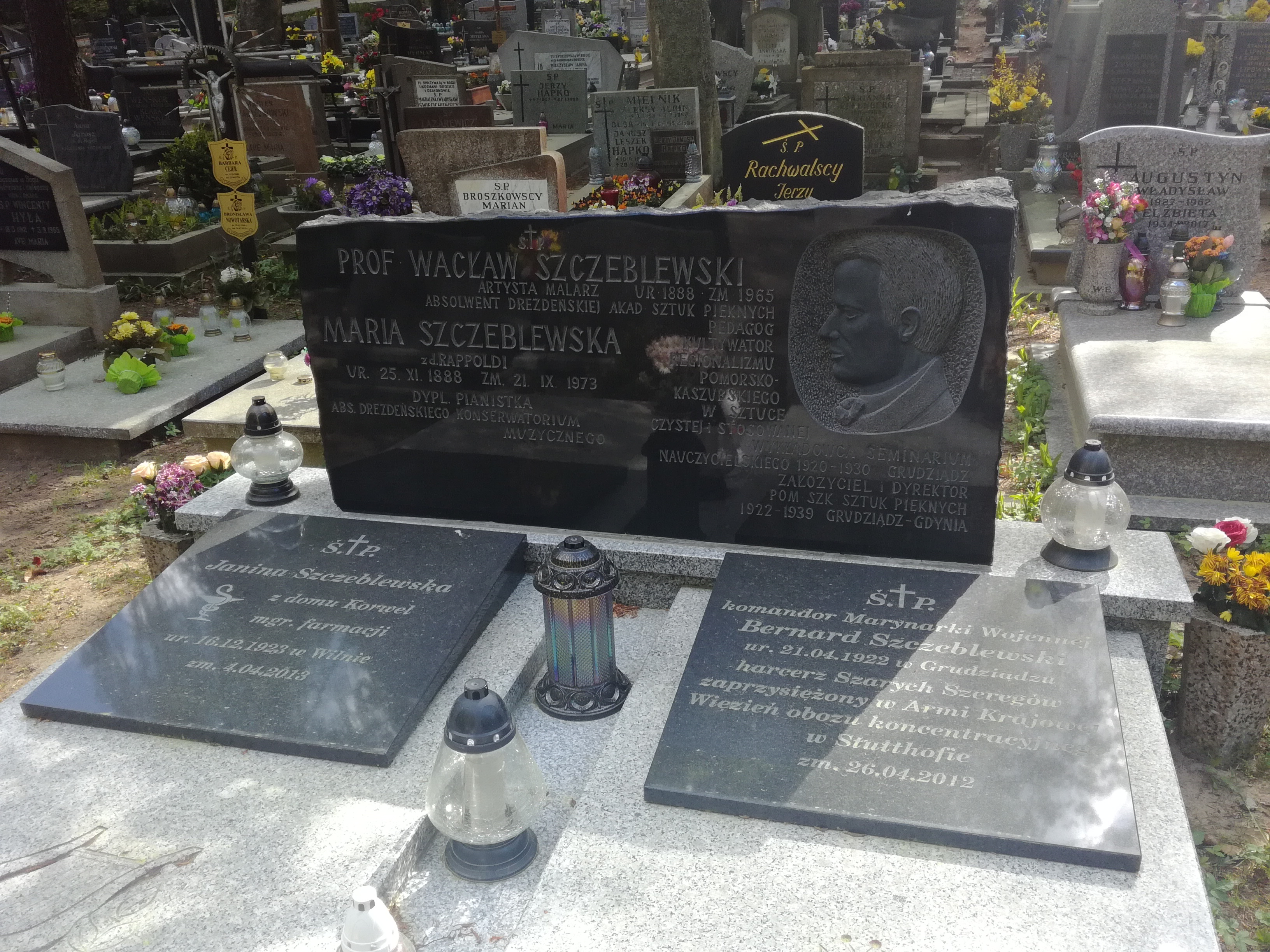
Grób Wacława Szczeblewskiego na cmentarzu Witomińskim

W 1991 nazwano jedną z ulic w Gdyni jego imieniem. Ponadto tablice pamiątkowe w Grudziądzu (Biblioteka Miejska) (1987) i w Gdyni (ul. Pomorska 18) (1990) przypominają o działalności Pomorskiej Szkoły Sztuk Pięknych. Jego imię otrzymało Koło Plastyków przy Towarzystwie Miłośników Gdyni, a w 2022 został patronem jednej z ulic w Grudziądzu.